# 格雷戈里·维尔曼之死
格雷戈里·维尔曼（法語：Grégory Villemin，1980年8月24日—1984年10月16日）是法国孚日省沃洛涅河畔莱庞日镇的一名男孩，他在四岁时被绑架并谋杀。他的尸体在距离家4（2.5英里）外多塞勒镇附近的沃洛涅河被发现。此案被称为“格雷戈里事件”（法語：l'Affaire Grégory），几十年来一直引起公众关注和媒体报道。凶手至今未被找到。

## 前期事件
从1981年9月到1984年10月，格雷戈里的父母让-马里·维尔曼（Jean-Marie Villemin）和克里斯蒂娜·维尔曼（Christine Villemin），以及祖父母阿尔贝·维尔曼（Albert Villemin）和莫妮克·维尔曼（Monique Villemin）收到了大量匿名信件和电话，一名男子威胁要报复让-马里，但原因不明。这些通信表明他对维尔曼一家有详细了解。

## 谋杀
1984年10月16日下午5点刚过，克里斯蒂娜·维尔曼报警称格雷戈里失蹤，因为她发觉他没在前院玩耍。下午5点30分，格雷戈里的伯父米歇尔·维尔曼（Michel Villemin）告诉家人，他刚刚接到一通匿名电话，称男孩被抓走并扔进了沃洛涅河。晚上9点，格雷戈里的尸体在沃洛涅河中被发现，手脚被绳子绑住，一顶羊毛帽子拉下盖住了脸。

## 事后

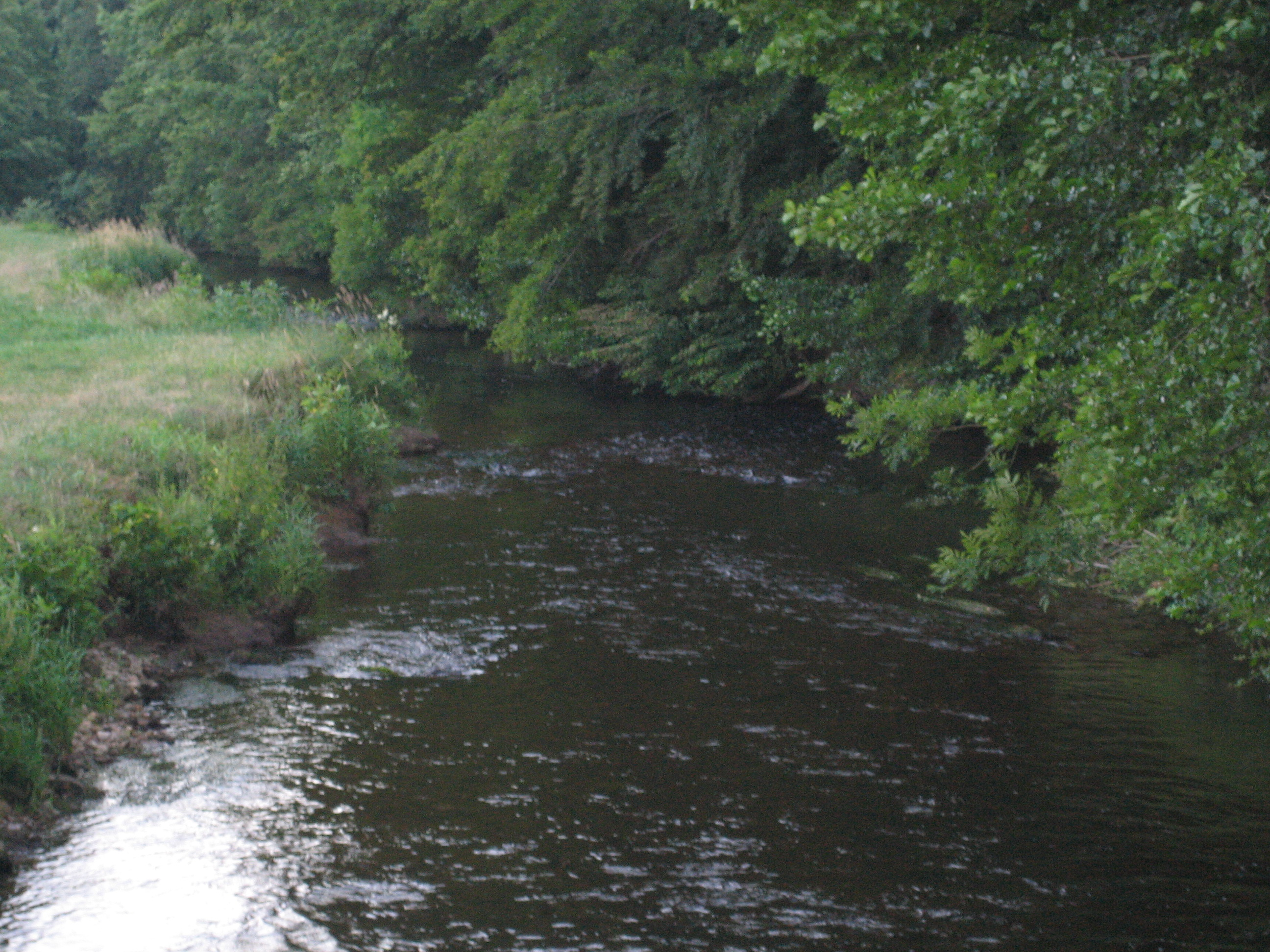
发现格雷戈里·维尔曼尸体的沃洛涅河

10月17日，维尔曼一家收到了另一封匿名信，内容是：“我已经报仇了”。从那时起，媒体称这名身份不明的人物为“乌鸦”（Le Corbeau），这一法语俚语指写匿名信的人，源自1943年的电影《烏鴉》。
让-马里·维尔曼的表叔贝尔纳·拉罗什（Bernard Laroche）因笔迹专家的意见和他的小姨子米里耶勒·博勒（Murielle Bolle）的证词而被指控参与谋杀。拉罗什于1984年11月5日被拘留。博勒后来撤回了证词，称是被警方胁迫的。拉罗什否认与案件有关或是“乌鸦”，并于1985年2月4日被释放。让-马里在记者面前发誓要杀了拉罗什。
1985年3月25日，笔迹专家认定格雷戈里的母亲克里斯蒂娜可能是写匿名信的人。3月29日，让-马里在拉罗什上班途中将其枪杀。他因謀殺罪被判處五年徒刑。考虑到审前羁押的时间和部分刑期的减免，他于1987年12月获释，服刑两年半。
1985年7月，克里斯蒂娜被指控谋杀格雷戈里。她当时怀孕，进行了为期十一天的絕食抗议。上诉法院因证据不足和缺乏明确动机将其释放。她据报道在被当局质询后崩溃并流产，失去了双胞胎的其中一个。1993年2月2日，她被免除指控。
该案件于2000年重新启动，以便对一封匿名信的邮票进行DNA测试，但测试结果仍不确定。2008年12月，应维尔曼一家的申请，一名法官下令重新开案，对信件、格雷戈里身上的绳索和其他证据进行DNA测试，但这些测试也没有得出结论。2013年4月对格雷戈里的衣物和鞋子的进一步DNA测试仍然未能得出明确结论。

## 后续事件
2017年6月14日，基于新证据，三人被逮捕：格雷戈里的舅公和舅婆以及一名伯母——米歇尔2010年去世后的遗孀。伯母被释放，而舅公和舅婆则选择保持沉默。米里耶勒·博勒也被逮捕，并被关押了三十六天后获释，其他被拘留的人也同样被释放。
2017年7月11日，负责最初调查的裁判官让-米歇尔·朗贝尔（Jean-Michel Lambert）自殺。他在给当地报纸的告别信中提到，案件重启带来的压力是他结束生命的原因。
2018年，博勒出版了一本关于她在此案中的经历的书《打破沉默》。在书中，她坚持自己的清白和拉罗什的无辜，并指责警方逼迫她陷害拉罗什。2017年6月，博勒的表亲帕特里克·费弗尔（Patrick Faivre）告诉警方，1984年博勒的家人为了让她撤回最初对拉罗什的指控而对她进行了身體虐待。博勒指责费弗尔在她撤回最初声明的原因上撒谎。2019年6月，费弗尔向警方投诉后，她被控严重诽谤。2020年1月，巴黎上诉法院认定1984年警方对博勒的拘留是违宪的，法院下令从调查文件中删除博勒在拘留期间的陈述。然而，博勒在未被拘留期间的陈述仍在档案中，包括她最初对拉罗什的指控和随后的撤回。
2020年4月19日，格雷戈里的祖母莫妮克·维尔曼因COVID-19并发症去世，享年88岁。在2017年的调查中，莫妮克被调查人员认定为1990年向法官莫里斯·西蒙（Maurice Simon）发出威胁信的人。西蒙于1987年接替让-米歇尔·朗贝尔成为调查法官。

## 流行文化
谋杀案和调查成为多部纪录片系列的主题，如《沃洛涅河的诅咒》（La Malédiction de la Vologne，法國電視三台，2018年）和（Netflix，2019年）。
2021年6集的法国迷你剧《法国案件》（Une affaire française）以该案为基础，严厉批评了以事业为重的司法调查员和无事实依据的媒体。剧作家玛格丽特·杜拉斯（由总是抽烟的多明妮克·布蘭饰演）在剧中被特别批判，因为她基于自己虚构的心理理论，在没有任何证据的情况下指责母亲犯下罪行，帮助煽动了一场司法猎巫行动。

## 备注
1. ↑  1984年11月5日：
贝尔纳·拉罗什
1985年7月：
 
克里斯蒂娜·维尔曼
2017年6月14日：
吉内特·维尔曼、雅克利娜·雅各布和马塞尔·雅各布[1][2]

所有嫌疑人後來均被釋放。
2. ↑  帕特里克·费弗尔和米里耶勒·博勒。